# Florian Liegl
Florian Liegl (Hall in Tirol, 1º febbraio 1983) è un ex saltatore con gli sci austriaco.

## Biografia
In Coppa del Mondo esordì il 3 gennaio 2000 a Innsbruck (34°), ottenne il primo podio il 4 gennaio 2003 nella medesima località (2°) e la prima vittoria il 1º febbraio successivo a Tauplitz.
In carriera prese parte a un'edizione dei Campionati mondiali, Val di Fiemme 1993 (5° nella gara a squadre il miglior risultato).

## Palmarès

### Mondiali juniores
- 4 medaglie:
  - 2 ori (gara a squadre a Saalfelden 1999; gara a squadre a Štrbské Pleso 2000)
  - 1 argento (gara a squadre a Karpacz/Szklarska Poręba 2001)
  - 1 bronzo (trampolino normale a Karpacz/Szklarska Poręba 2001)

### Universiadi
- 2 medaglie:
  - 1 oro (gara a squadre a Torino 2007)
  - 1 argento (trampolino lungo a Innsbruck 2005)

### Coppa del Mondo
- Miglior piazzamento in classifica generale: 8º nel 2003
- 11 podi (8 individuali, 3 a squadre):
  - 2 vittorie (1 individuale, 1 a squadre)
  - 5 secondi posti (individuali)
  - 4 terzi posti (2 individuali, 2 a squadre)

#### Coppa del Mondo - vittorie
| Data             | Località | Nazione  | Trampolino                                                                        |
| ---------------- | -------- | -------- | --------------------------------------------------------------------------------- |
| 1º febbraio 2003 | Tauplitz | Austria  | Kulm K185                                                                         |
| 8 marzo 2003     | Oslo     | Norvegia | Holmenkollen K115 (con Thomas Morgenstern, Christian Nagiller e Andreas Widhölzl) |

#### Torneo dei quattro trampolini
- 1 podio di tappa[1]:
  - 1 secondo posto

#### Nordic Tournament
- 1 podio di tappa[1]:
  - 1 secondo posto

### Campionati austriaci
- 1 medaglia[2]:
  - 1 oro (K125 nel 2005)